# El Teúl

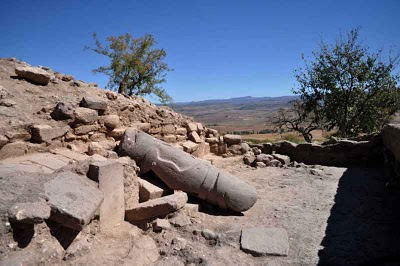
El Teúl – Skulptur des kopflosen Ballspielers

Der archäologische Fundplatz El Teúl (auch Cerro del Teúl) gehört zu den wichtigen archäologischen Stätten im Nordwesten Mexikos. Er liegt nur etwa 500 m südlich der Stadt Teúl de González Ortega nahe der südlichen Grenze von Zacatecas zum Bundesstaat Jalisco.

## Geschichte
In vorspanischer Zeit war die Region von Jägern und Sammlern verschiedener Bevölkerungsgruppe bewohnt, die zusammen mit vielen anderen den Azteken als Chichimeken bekannt waren. Daneben gab es aber auch sesshafte Gruppen, von denen einige wenige große Zeremonialorte errichtet wurden. Der Fundort Teúl weist eine ununterbrochene Besiedlung von ca. 200 v. Chr. bis zum Jahr 1531 auf. Im Jahre 2010 wurden Reste eines Schmelzofens, vermutlich für die Kupferverarbeitung, entdeckt. Kenntnisse der Metallbearbeitung sind vermutlich aus Südamerika in den Westen Mesoamerikas gekommen.

## Archäologische Stätte
Im Rahmen der bisher erfolgten Ausgrabungen wurden ein ca. 45 m × 22 m großer Hauptplatz mit zwei gemauerten Pyramiden sowie Teile eines 'H'-förmigen Ballspielplatzes freigelegt. Festgestellt wurden außerdem einige Schachtgräber, die später von Steinkistengräbern abgelöst wurden. Zu den bedeutenden Funden zählt eine säulenförmige Figur von knapp 2 m Höhe, die als Ballspieler ohne Kopf gedeutet wird.